# 伯明翰城市大學
伯明翰城市大學（Birmingham City University，縮寫：BCU）是位於英國伯明翰的一所新大學。是該城市三所學校中第二大的大學。歷史可追溯到1843年成立的伯明翰藝術學院，1971年被認定為理工學院，1992年獲大學地位。該大學有七個校區。

## 歷史

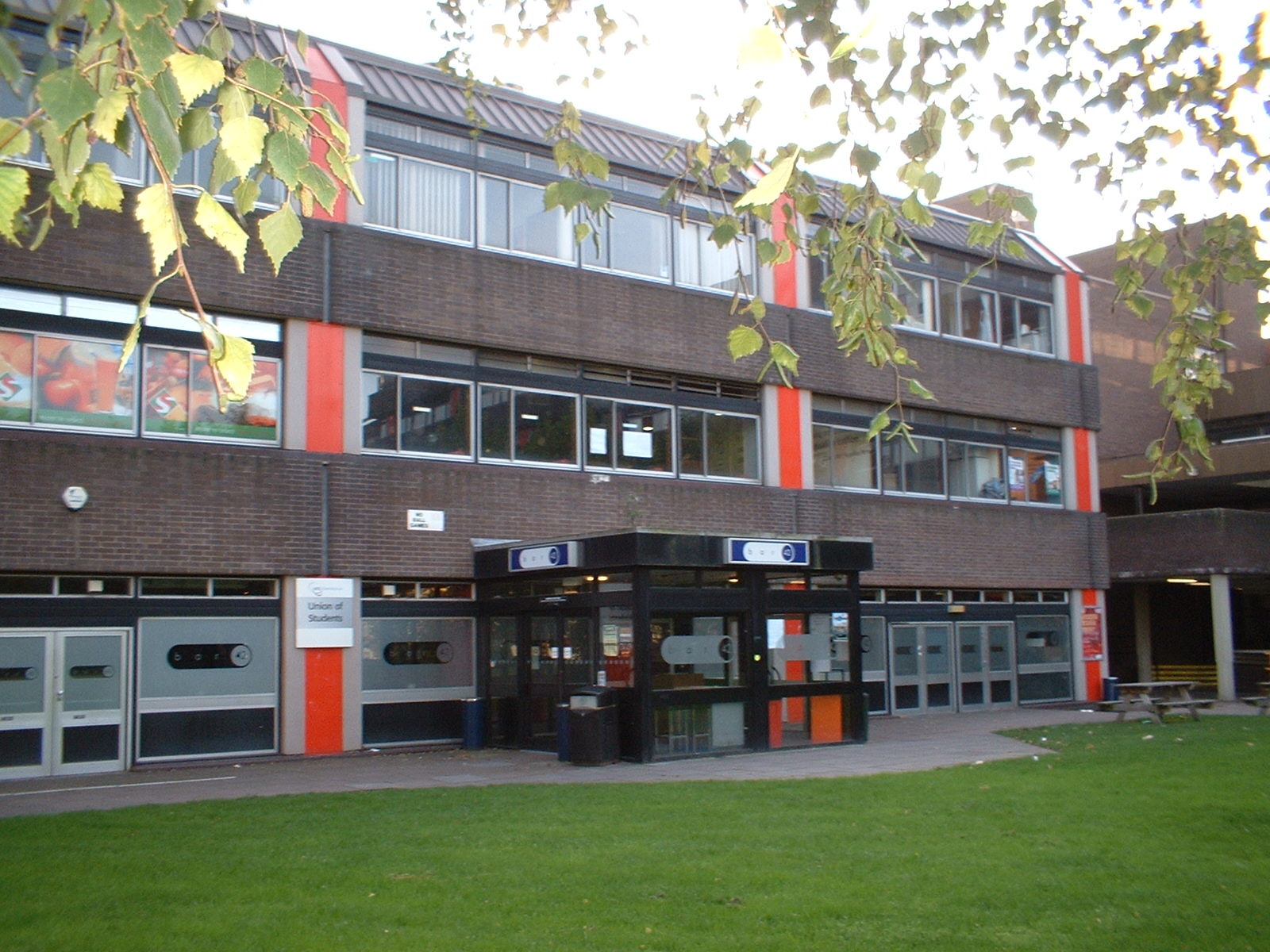
Bar 42，在市北校區的學生會Bar

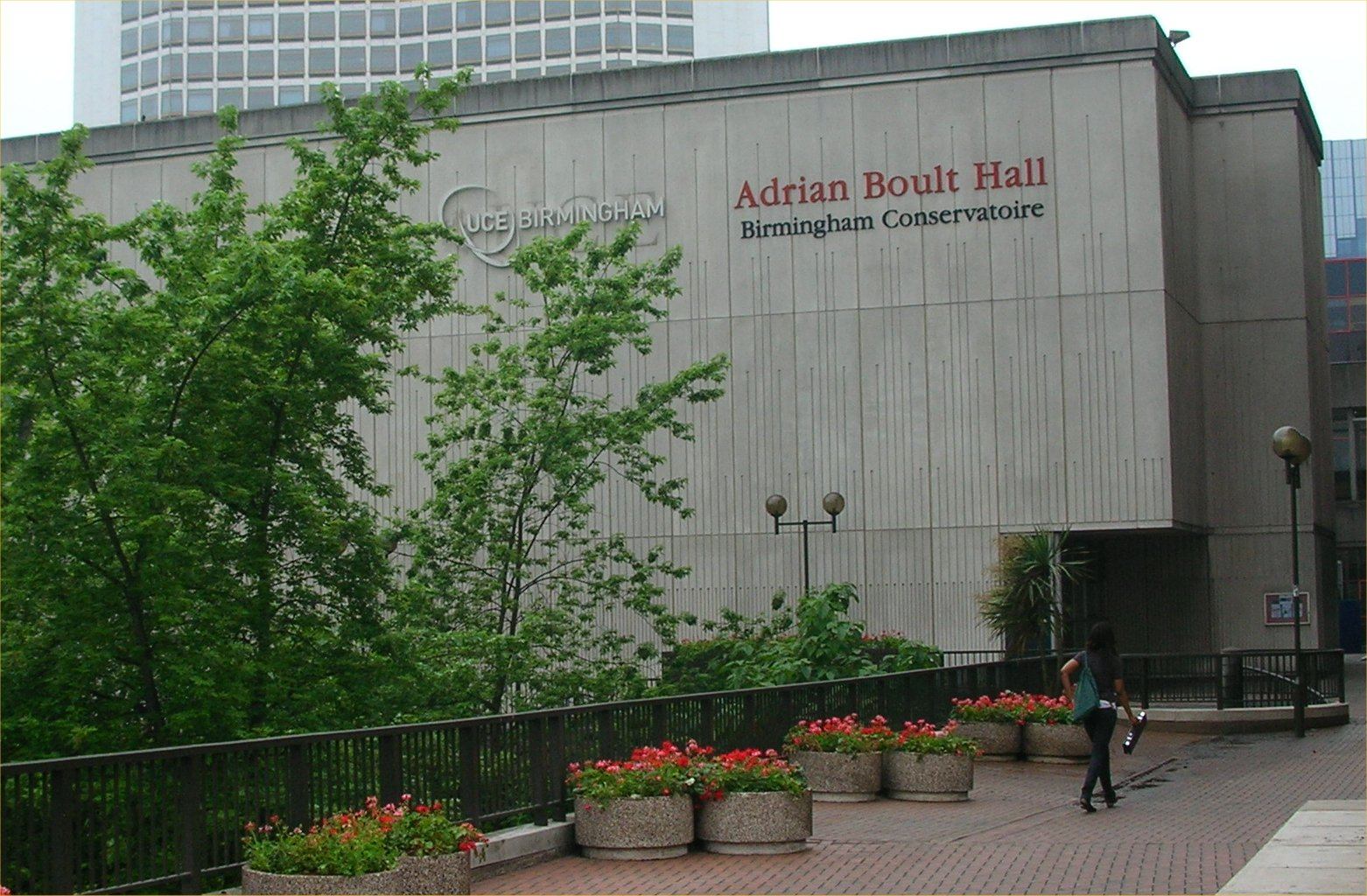
大學下屬的伯明翰音樂學院

### 理工学院
1967年伯明翰市教育委員會開始計劃將該市的數個學院合並起來建立一個理工学院。1969年已經登出該學校的廣告。但學校本身直到1971年才建成，名為伯明翰市理工学院（City of Birmingham Polytechnic），是時任教育大臣玛格丽特·撒切尔任命的第27所理工学院，也是該市最早建立的理工学院之一。
該學校由五所學院組成，曾有教員一度反對合併一事。這五所學院是：
- 伯明翰藝術學院（Birmingham School of Art），成立於1843年
- 伯明翰音樂學院（Birmingham School of Music），1859年建成
- 伯明翰商學院（Birmingham College of Commerce），20世紀初建立
- 南伯明翰科技學院（South Birmingham Technical College），1961年建立
- 北伯明翰科技學院（North Birmingham Technical College），1966年建立

理工学院的中心校區是1971年始建的Perry Barr校區，但組成學院依舊存在於城市的其他地方。整個70年代，該學校在藝術與設計領域都較為強勢。
1975年，另外三所學院併入：
- 安斯蒂體育學院（Anstey College of Physical Education），1897年建立
- 博德斯利教育學院（Bordesley College of Education），1963年建立
- 伯明翰市教育學院（City of Birmingham College of Education），1948年建立

根據1988年教育改革法令，該理工学院被置於伯明翰當地教育局的控制之下，地位則變成了獨立的慈善機構。

### 大學地位
根據1992年繼續和高等教育法令，該技校獲得了大學地位。英國樞密院授予其“伯明翰中央英格蘭大學”（University of Central England in Birmingham）的稱號。1992年畢業的學生獲得“中央英格蘭大學”（University of Central England）的畢業證書。
1995年，伯明翰那和索利哈爾護士和助產學學院（Birmingham and Solihull College of Nursing and Midwifery）以及西密德蘭放射學學院（West Midlands School of Radiography）併入該大學。
2003年，該大學被提議併入伯明翰大學，但立刻被後者拒絕。同年11月提議併入該市的另一所大學阿斯頓大學，但12月3日再次被拒。

### 重命名
2007年6月提出大學改名計劃，雖然62.1%的教員支持改名為伯明翰都會大學（Birmingham Metropolitan University），但在同年10月依然採用了只有48.2%支持率的現名。此外還有一個提名是“伯明翰張伯倫大學”（Birmingham Chamberlain University）。
此外改名計劃還因開銷過大（£285,084）而受到批評。

## 學術

### 研究
該大學有五個優秀科研中（Centres of Research Excellence），2008年科研評估認為其有70%的研究達到國際標準，15%為“國際領先”。在藝術與設計領域的研究居於全國前十位，是倫敦之外三大藝術學校之一。研究能力位於全國第63位。

### 排名
根據世界大學網路排名，2010年該大學排在全球第1847位。
| 衛報大學指南         | 61 | 60 | 90 | 66  | 63 | 56  | 62 | -  | 46 | 50 | 40  |
| 泰晤士優秀大學指南   |    | 75 | 87 | 81= | 77 | 71  | 66 | 63 | 78 | 87 | 90  |
| 週日泰晤士報大學指南 |    | 76 | 88 | 94  | 82 | 89= | 89 | 77 | 82 | 95 | 93= |
| 完全大學指南         | 66 | 63 | 66 | 58  | 59 | 69  | 67 |    |    |    |     |
| 每日電訊報           |    |    |    |     |    | 67  |    |    | 87 |    |     |

## 外部連結
- 官方网站
- Photos from Birmingham City University（页面存档备份，存于）